# Samo Omerzel
Samo Omerzel, slovenski elektrotehnik, podjetnik, inovator in politik, * 16. november 1974.
V letih 2013-14 je bil minister za infrastrukturo in prostor Republike Slovenije.

## Življenjepis
Omerzel je leta 2001 diplomiral na Fakulteti za elektrotehniko v Ljubljani in pridobil naziv univerzitetnega diplomiranega inženirja elektrotehnike.
Na svojem poklicnem področju je izdelal več inovacij in bil (so)avtor patenta. V svoji karieri je bil: razvojni inženir in projektni vodja v podjetju IHS (1996-2000), projektni vodja in direktor poslovnega razvoja v Ultri (2000-2003), ter direktor podjetij Dinova (2003), Lastinski (2003-2011) in Eol grupa (2011-13).
Po odstopu Igorja Maherja s položaja ministra za infrastrukturo in prostor ga je zamenjal na tem položaju do konca mandata 11. vlade Republike Slovenije (2013-14).
Po koncu mandata se je vrnil v poslovne vode in sicer kot direktor podjetja Vendotel, ki razvija rešitve za pametna mesta.